# Namibisch kampioenschap tijdrijden voor elite

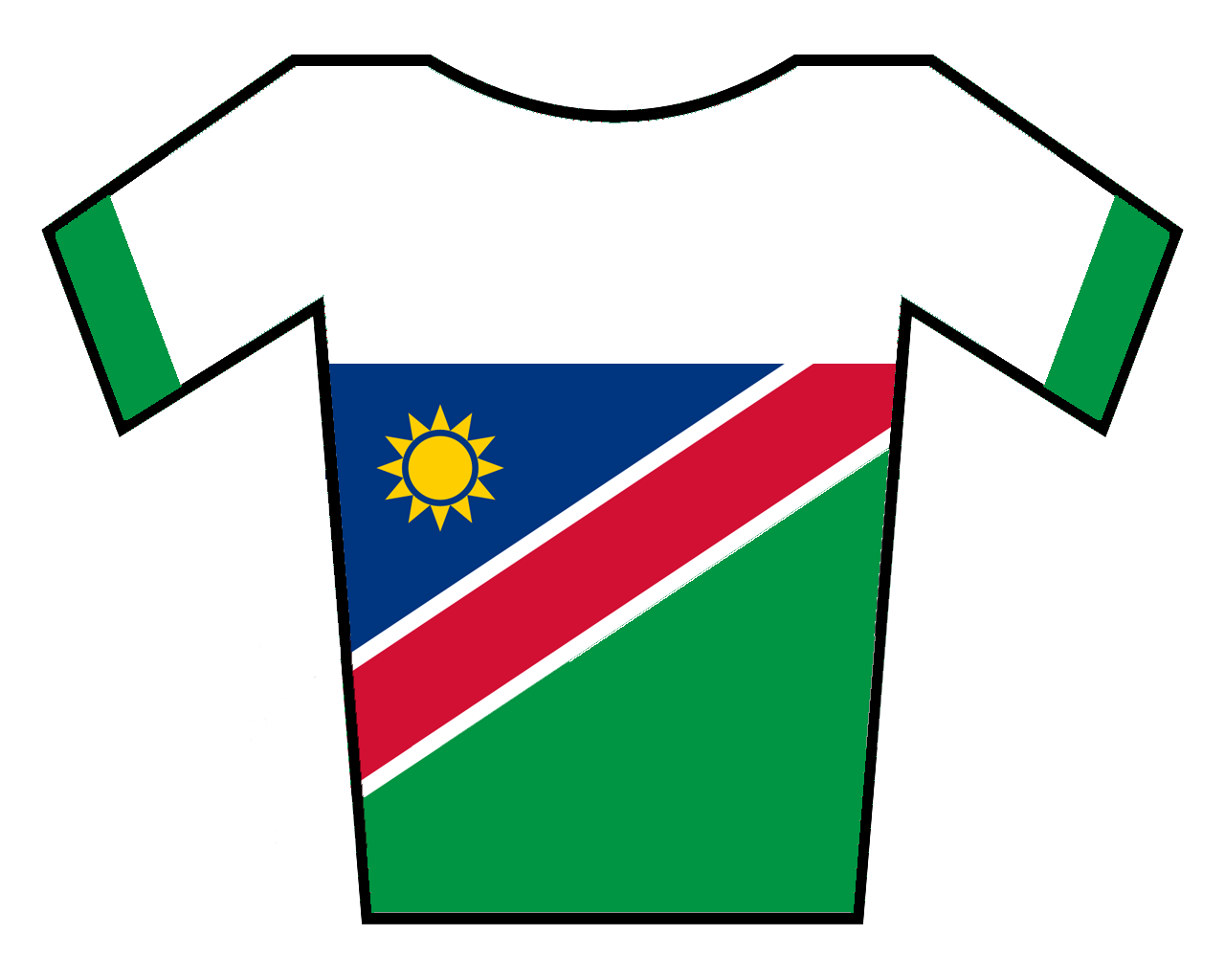
De Namibische kampioenentrui

Het Namibisch kampioenschap tijdrijden voor elite is een jaarlijkse tijdrit in Namibië voor renners met Namibische nationaliteit ouder dan 23 jaar en/of lid van een professioneel wielerteam. Er wordt gereden voor de nationale titel. Bij de mannen wordt het kampioenschap sinds 2007 jaarlijks georganiseerd.
De kampioenen van 2023 zijn bij de mannen Drikus Coetzee en bij de vrouwen Melissa Hinz.

## Erelijst

### Mannen
| Jaar | Plaats                   | Winnaar          | Tweede                  | Derde                 |
| 2007 |                          | Jacques Celliers | Dan Craven              | Marc Bassingthwaighte |
| 2008 | Elisenheim (Windhoek)    | Jacques Celliers | Heinrich Köhne          | Josh Nakapipi         |
| 2009 | Windhoek                 | Erik Hoffmann    | Jacques Celliers        | Heinrich Köhne        |
| 2010 | Windhoek                 | Jacques Celliers | Joris Michael Harteveld | Jacobus Van Zyl       |
| 2011 | Okahandja                | Petrus Lotto     | Victor Krohne           | Frank Adrian          |
| 2012 | Windhoek                 | Petrus Lotto     | Dan Craven              | Jacques Celliers      |
| 2013 | Gross Barmen (Okahandja) | Till Drobisch    | Gerhard Mans            | Raul Costa Seibeb     |
| 2014 | Windhoek                 | Till Drobisch    | Raul Costa Seibeb       | Norbert Meyer         |
| 2015 | Windhoek                 | Gerhard Mans     | Raul Costa Seibeb       | Martin Freyer         |
| 2016 | Windhoek                 | Till Drobisch    | Dan Craven              | Gerhard Mans          |
| 2017 | Windhoek                 | Till Drobisch    | Raul Costa Seibeb       | Drikus Coetzee        |
| 2018 | Windhoek                 | Drikus Coetzee   | Martin Freyer           | André de Klerk        |
| 2019 | Windhoek                 | Drikus Coetzee   | André de Klerk          | Xavier Papo           |
| 2020 | Windhoek                 | Drikus Coetzee   | Eiseb Masckernzy        | Hardus Nel            |
| 2021 | Okahandja                | Drikus Coetzee   | Horst Neumann           | Eiseb Masckernzy      |
| 2022 | Okahandja                | Jean-Paul Burger | Drikus Coetzee          | Heiko Krugel          |
| 2023 | Windhoek                 | Drikus Coetzee   | Jean-Paul Burger        | Hardus Nel            |
| 2024 | Rehoboth                 | Drikus Coetzee   | Ingram Cuff             | -                     |
| 2025 | Windhoek                 | Alex Miller      | Martin Freyer           | Denzel De Koe         |

### Vrouwen

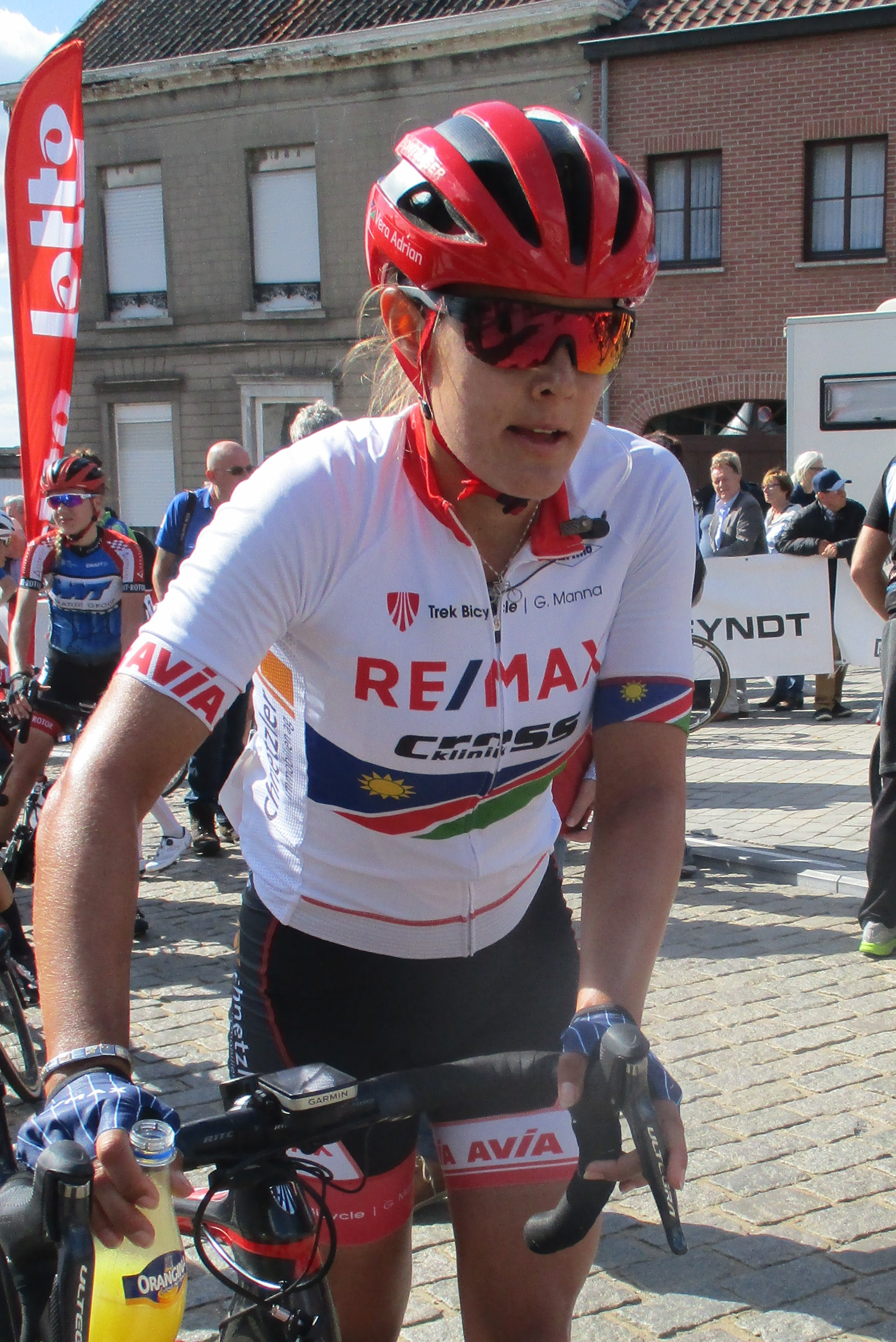
Vera Adrian in de kampioenstrui.

| Jaar | Plaats                   | Winnaar           | Tweede             | Derde               |
| 2007 |                          | Cordula Moller    | Chermaine Shannon  |                     |
|      |                          |                   |                    |                     |
| 2009 |                          | Chermaine Shannon | Susan Horn         | Lorraine Stofberg   |
| 2010 | Okahandja                | Chermaine Shannon |                    |                     |
| 2011 | Okahandja                | Hayley Brand      | Charmaine Shannon  |                     |
| 2012 | Windhoek                 | Vera Adrian       | Heletje Van Staden | Hayley Brand        |
| 2013 | Gross Barmen (Okahandja) | Irene Steyn       | Wanette Hanekom    | Hayley Brand        |
| 2014 | Windhoek                 | Irene Steyn       | Vera Adrian        | Heletje Van Staden  |
| 2015 | Windhoek                 | Vera Adrian       | Michelle Vorster   | Irene Steyn         |
| 2016 | Windhoek                 | Vera Adrian       |                    |                     |
| 2017 | Windhoek                 | Vera Adrian       | Irene Steyn        |                     |
| 2018 | Windhoek                 | Irene Steyn       | Vera Adrian        |                     |
| 2019 | Windhoek                 | Vera Adrian       | Michelle Vorster   | Irene Steyn         |
| 2020 | Windhoek                 | Melissa Hinz      |                    |                     |
| 2021 | Okahandja                | Vera Looser       | Risa Dreyer        | Courtney Liebenberg |
| 2022 | Okahandja                | Vera Looser       | Melissa Hinz       | Anri Krugel         |
| 2023 | Windhoek                 | Melissa Hinz      | Anri Krugel        | Vera Looser         |
| 2024 | Rehoboth                 | Vera Looser       | Melissa Hinz       | Anri Krugel         |
| 2025 | Windhoek                 | Anri Krugel       | Louise Breed       | Jaen-Marie Mostert  |